# Wall Street (zespół muzyczny)
Wall Street – węgierska grupa muzyczna, założona w 1995 roku.

## Historia
Zespół powstał na początku 1995 roku. W 1996 roku w Bikini Stúdió nagrał pierwszy album, Fordulj fel!. Album został pozytywnie przyjęty przez krytykę, np. "Metal Hammer" przyznał albumowi osiem punktów na dziesięć. W 1997 roku do zespołu dołączył nowy perkusista – Sándor Bánfalvi, który zastąpił Lajosa Bogára. W tym samym roku zespół nagrał drugą płytę, Egy másik utca. W tym czasie zespół zaczął koncertować w towarzystwie takich grup, jak Black Out, Carmen, P. Mobil, Beatrice, Pokolgép, Omen, Pa-dö-dő, Nyers, Zanzibar, Love czy Bulldózer. W 1998 roku Bánfalvi opuścił zespół, a zastąpił go Tamás Sümeghy. W 1999 roku zespół przerwał działalność.
W 2001 roku Wall Street wznowił działalność, z nowym perkusistą – Iliszem Csabą. W 2007 roku grupa wydała swój pierwszy album studyjny, Rock & Roll. Rok później nastąpiło wydanie drugiego albumu, Indulunk!. W 2010 roku został wydany trzeci album studyjny grupy, Főnyeremény.

## Dyskografia
- Fordulj fel! (1996, EP)
- Egy másik utca (1997, EP)
- Rock & Roll (2007)
- Indulunk! (2008)
- Főnyeremény (2010)

## Skład zespołu
Źródło: zene.hu

### Obecny
- Ilisz Csaba – perkusja (od 2001)
- László Kupecz – gitara (od 1995)
- Ferenc Mayer – gitara (od 1995)
- Miklós Gregus – wokal (od 1995)
- Tibor Tóvári – gitara basowa (od 1995)

### Dawni członkowie
- Lajos Bogár – perkusja (1995–1997)
- Sándor Bánfalvi – perkusja (1997–1998)
- Tamás Sümeghy – perkusja (1998–1999)